# Kdewebdev

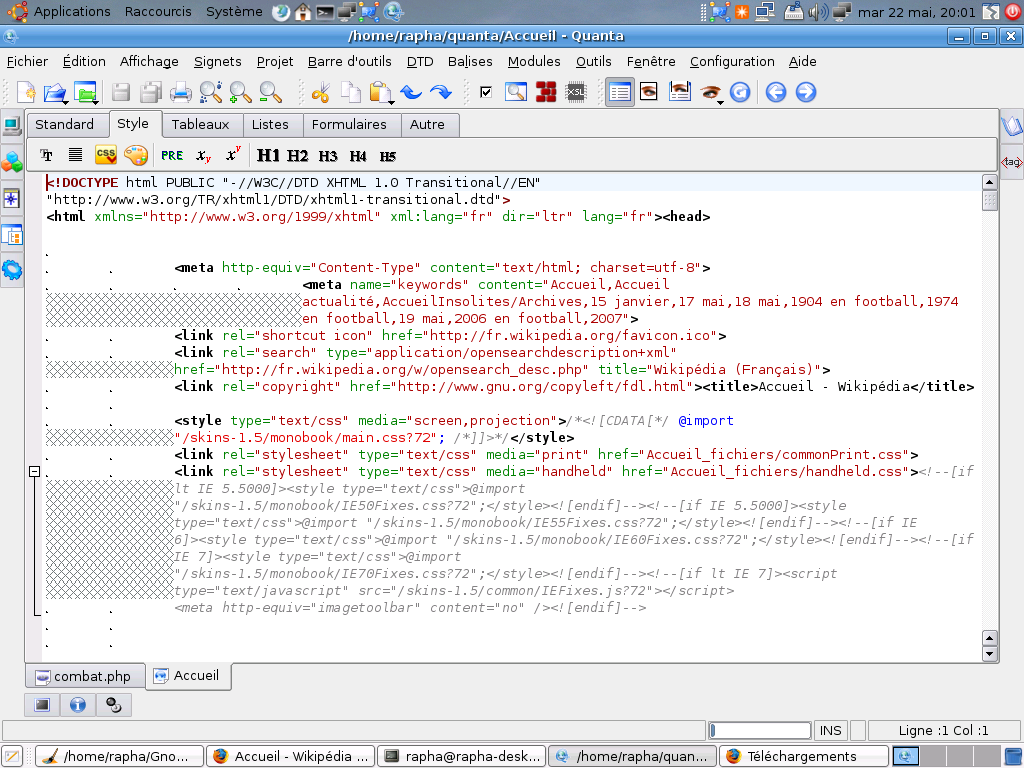
Tela do Quanta Plus, editor de HTML que integra o pacote Kdewebdev.

Kdewebdev é um conjunto de aplicativos com a finalidade de contribuir para o desenvolvimento e manutenção de página da internet. 
É parte do gerenciador de janelas KDE.

## Principais módulos
- Quanta Plus
- Kommander
- KXSL Debug
- KImageMapEditor
- KFileReplace
- KLinkStatus
- Kallery